# 卡姆揚卡 (奧萊夫斯克市鎮)
51°10′0″N 27°30′17″E / 51.16667°N 27.50472°E
卡姆揚卡（烏克蘭語：Кам'янка）是位於烏克蘭北部的村莊，由日托米爾州科羅斯滕區的奧萊夫斯克市鎮負責管轄。該村始建於1780年，面積3.79平方公里，海拔高度180米，2001年人口1,466，人口密度每平方公里386.81人。